# Borgofranco sul Po
Borgofranco sul Po är en ort och frazione i kommunen Borgocarbonara i provinsen Mantua i regionen Lombardiet i Italien. 
Borgofranco sul Po upphörde som kommun den 1 januari 2019 och bildade med den tidigare kommunen Carbonara di Po den nya kommunen Borgocarbonara. Den tidigare kommunen hade 739 invånare (2018).